# Olgierd Korzeniecki
Olgierd Korzeniecki (ur. 1931 w Wilnie, zm. 18 kwietnia 1998 tamże) – lekarz okulista, doktor nauk medycznych, działacz społeczny na Litwie.
Egzaminy maturalne zdał w 1950 roku ze srebrnym medalem, w słynnej Szkole Średniej Nr 5, jedynej placówce oświaty po II wojnie światowej z polskim językiem nauczania w Wilnie. Medycynę studiował na Uniwersytecie Wileńskim. Dyplom lekarza-okulisty uzyskał w 1956 roku. W 1966 roku zorganizował laboratorium szkieł kontaktowych przy wileńskim szpitalu klinicznym „Czerwonego Krzyża” i jako pierwszy na Litwie zaczął stosować wśród pacjentów szkła kontaktowe. Z inicjatywy Jerzego Waldorffa wspólnie z Haliną Jotkiałło, Alicją Marią Klimaszewską i Jerzym Surwiło założył Społeczny Komitet Opieki nad Starą Rossą.
Należał do Polskiego Klubu Dyskusyjnego w Wilnie oraz Uniwersytetu III wieku.
Zmarł 18 kwietnia 1998 w Wilnie; został pochowany w rodzinnym grobowcu na wileńskiej Starej Rossie.